# Тестю, Сандрин
Сандрин Тестю (фр. Sandrine Testud; родилась 3 апреля 1972 года в Лионе, Франция) — французская теннисистка; финалистка одного турнира Большого шлема в парном разряде (US Open-1999); бывшая девятая ракетка мира в одиночном разряде и бывшая восьмая — в парном; победительница семи турниров WTA (три — в одиночном разряде); обладательница Кубка Федерации (1997) в составе национальной сборной Франции.

## Общая информация
Сандрин — одна из двух детей Жозетты и Даниэля Тестю; её брата зовут Фабрис. Ныне француженка замужем: у неё и её супруга Витторио Маньелли есть двое совместных детей — дочери Изабелла (род.2003) и Софи (род.2006).

## Спортивная карьера
Начало карьеры
Тестю в теннисе с девяти лет. Некоторое время она регулярно играла лишь в различных национальных и юниорских турнирах, в 1989 году отметившись четвертьфиналом в одиночном соревновании US Open. Сезона пика юниорских выступлений стал также и годом дебюта в протуре: сыграв серию небольших турниров Сандрин быстро выиграла и свой первый титул — в паре на 25-тысячнике во Франции. Качество и стабильность результатов росли достаточно быстрыми темпами и уже через год Тестю получила возможность сыграть в основе турнира Большого шлема как в одиночном, так и в парном разряде, а к концу года поднялась во вторую сотню и того и другого рейтинга. В 1991 году качество результатов продолжило нарастать: в феврале, апреле и сентябре были добыты первые четвертьфиналы на турнирах ассоциации: в Линце, Боле и Санкт-Петербурге. Наиболее статусный парный успех пришёлся на австрийский приз, где Сандрин и Паскаль Паради переиграли в стартовом матче первых сеянных, а одиночный — на турнир в СФРЮ, где Тестю дошла до полуфинала, но из-за проблем со здоровьем на саму игру этой стадии не вышла.
Постепенный рост стабильности и качества выступлений, закрепивший француженку в первой сотне и одиночного и парного рейтингов продлился несколько сезонов: в 1992 году она впервые сыграла в основе каждого из турниров Большого шлема, а также дошла до дебютного финала на соревнованиях ассоциации в паре. В этом же сезоне Тестю впервые завершила год в первой сотне парного рейтинга, а через год добилась этого статуса и в одиночной классификации. В 1994 году Сандрин впервые пробилась в четвёртый круг в одиночном соревновании турниров Большого шлема: на мельбурнских кортах, попутно переиграв Хелену Сукову (№ 15 тогдашнего рейтинга). В следующем сезоне победы над игроками первой полусотни рейтинга становятся более регулярными, что позволяет француженки самой впервые завершить год в Top50. Пик сезона приходится на рубеж июля и августа, когда Сандрин отметилась одиночным полуфиналом и парным финалом на среднем турнире в Сан-Диего, попутно переиграв нескольких сеянных соперниц в каждой из сеток. В дальнейшем подобную стабильность выступлений удаётся удерживать, а в 1997 году происходит следующее улучшение результатов, выдвигающее Тестю во второй десяток одиночного рейтинга.
Сам сезон-1997 приносит сразу десяток выигранных матчей на турнирах Большого шлема, включая выход в четвёртый раунд на Уимблдоне (с победой над Моникой Селеш) и четвертьфинал на US Open (с победой над Ивой Майоли). Впервые удаётся добраться до титульного матча на соревнованиях ассоциации: сначала в Палермо, где удаётся взять и главный трофей, а затем в Атланте. Совокупность выступлений позволяет в конце года впервые сыграть на Итоговом чемпионате, а дополнительные положительные эмоции от сезона приносит дебют в сборной страны, для которой Сандрин становится последним звеном, отделяющим её от титула в Кубке Федерации. Через год уровень результатов в одиночном разряде сохраняется: француженка вновь весьма успешна на турнирах Большого шлема, где выигрывает сразу 12 матчей, в том числе выходя в четвертьфинал в Мельбурне. На прочих турнирах добывается два финала: в Праге и в Фильдерштадте, последний из которых удаётся реализовать в титул. Также француженка выходит в четвертьфиналы на крупных турнирах в Риме и Монреале и отмечается полуфиналом на соревновании в Москве; а в конце года вновь участвует в Итоговом турнире. Парный сезон приносит третью неудачную попытку выиграть финал соревнования ассоциации: на этот раз в Квебеке, где француженка сыграла в альянсе с Чандой Рубин.
1999—2006
Следующие три c половиной сезона в одиночном разряде также прошли вблизи первой десятки рейтинга, но принесли меньше ярких результатов: на турнирах Большого шлема несколько попыток преодолеть четвертьфинальную стадию каждый раз заканчивались поражениями. На менее значимых соревнованиях главным успехом стал финал на турнире в Токио, где справившись с Натали Тозьёй Сандрин уступила Мартине Хингис. Несколько раз француженка оступалась в полуфиналах крупных турниров: дважды её останавливала Серена Уильямс (в 1999-м — в Индиан-Уэллсе, в 2001-м — на Итоговом), а по разу — Линдсей Дэвенпорт (в 2000-м — в Майами) и Мари Пьерс (в 2002-м — в Чарлстоне). Пик качества результатов приходится на конец сезона 1999-го — начало 2000-го годов, когда француженка вошла в Top10, заняв пиковую в своей карьере девятую строчку.
Парные выступления в этот период также выходят на иной уровень: вместе с Чандой Рубин, Жюли Алар-Декюжи Тестю в 1999-м — 2000-м годах регулярно и стабильно играет на средних и крупных турнирах, достигает финала на US Open, а также входит в Top10 парной классификации. Первый титул приходится на зальный приз в Фильдерштадте, где Сандрин и Чанда взяли в финале верх над Ларисой Савченко-Нейланд и Аранчей Санчес Викарио. В 2001-м француженка стала регулярно играть с итальянкой Робертой Винчи, сохранив в альянсе с недавней юниоркой прежний уровень результатов: европейки отметились тремя финалами на соревнованиях ассоциации, а на турнирах Большого шлема трижды выходили в четвертьфиналы. В 2001-м же году Сандрин и Роберта смогли отобраться на Итоговый турнир.
Летом 2002 года Тестю на полтора года прервала игровую карьеру в связи с беременностью, а вернувшись в строй накануне афинской Олимпиады не смогла выйти на прежний уровень и доиграв сезон до этого старта покинула одиночный протур. В паре всё получилось более результативно: воссоединившись с Винчи Сандрин быстро обрела прежнюю форму и вновь на некоторое время стала серьёзной силой в парном туре. В июне 2004 года пара дошла до полуфинала на Roland Garros, а позже — на Олимпиаде, где Сандрин и Натали Деши добрались до четвертьфинала. В 2005 году Тестю попробовала стать чистым парным игроком, но прервав выступления из-за второй беременности больше в протур не вернулась.
Оправившись от рождения второго ребёнка француженка начала тренировать в системе национальной федерации, а также время от времени стала появляться на ветеранских соревнованиях, где уже после своего сорокалетия выиграла несколько чемпионатов мира как в одиночном, так и в парном разрядах.
Сборная и национальные турниры
Сандрин достаточно поздно: лишь в 25 лет, впервые сыграла за национальную команду в Кубке Федерации. В следующие шесть лет она регулярно выступала в этом соревновании, успев сыграть в десяти матчевых встречах, выиграв в них восемь из 13 одиночных матчей и единственную игру в паре. В том же 1997 году, вместе с Мари Пьерс, Натали Тозья и Александрой Фусаи, Тестю привела француженок к первому в их истории титулу в этом турнире.
На счету Сандрин есть и одно участие в олимпийском теннисном турнире: уже на излёте карьеры, после рождения первого ребёнка, она сыграла в одиночном и парном соревновании афинских игр, где проиграла уже в стартовой игре одиночного турнира и вместе с Натали Деши дойдя до четвертьфинала в парах.

## Рейтинг на конец года
| Год  | Одиночный рейтинг | Парный рейтинг |
| 2004 | 311               | 61             |
| 2002 | 38                | 48             |
| 2001 | 11                | 13             |
| 2000 | 17                | 23             |
| 1999 | 13                | 23             |
| 1998 | 14                | 70             |
| 1997 | 13                | 74             |
| 1996 | 41                | 42             |
| 1995 | 41                | 59             |
| 1994 | 81                | 117            |
| 1993 | 98                | 115            |
| 1992 | 106               | 88             |
| 1991 | 118               | 104            |
| 1990 | 167               | 129            |
| 1989 | 265               | 293            |

## Выступления на турнирах

### Финалы турнировWTAв одиночном разряде (10)

#### Победы (3)
| Легенда:                    |
| --------------------------- |
| Турниры Большого Шлема (0)  |
| Итоговый чемпионат года (0) |
| 1-я категория (0)           |
| 2-я категория (1+3)         |
| 3-я категория (0+1)         |
| 4-я категория (2)           |
| 5-я категория (0)           |

| Титулы по покрытиям | Титулы по месту проведения матчей турнира |
| ------------------- | ----------------------------------------- |
| Хард (2+3)          | Зал (1+2)                                 |
| Грунт (1)           | Зал (1+2)                                 |
| Трава (0)           | Открытый воздух (2+2)                     |
| Ковёр (0+1)         | Открытый воздух (2+2)                     |

| №  | Дата             | Турнир                 | Покрытие | Соперница в финале | Счёт            |
| 1. | 14 июля 1997     | Палермо, Италия        | Грунт    | Елена Макарова     | 7-5 6-3         |
| 2. | 5 октября 1998   | Фильдерштадт, Германия | Хард(i)  | Линдсей Дэвенпорт  | 7-5 6-3         |
| 3. | 10 сентября 2001 | Ваиколоа-Виллидж, США  | Хард     | Жюстин Энен        | 6-3 2-0 — отказ |

#### Поражения (7)
| №  | Дата            | Турнир              | Покрытие | Соперница в финале | Счёт       |
| 1. | 18 августа 1997 | Атланта, США        | Хард     | Линдсей Дэвенпорт  | 4-6 1-6    |
| 2. | 6 июля 1998     | Прага, Чехия        | Грунт    | Яна Новотна        | 3-6 0-6    |
| 3. | 25 октября 1999 | Линц, Австрия       | Ковёр(i) | Мари Пьерс         | 6-7(2) 1-6 |
| 4. | 31 января 2000  | Токио, Япония       | Ковёр(i) | Мартина Хингис     | 3-6 5-7    |
| 5. | 7 января 2001   | Канберра, Австралия | Хард     | Жюстин Энен        | 2-6 2-6    |
| 6. | 12 февраля 2001 | Доха, Катар         | Хард     | Мартина Хингис     | 3-6 2-6    |
| 7. | 18 февраля 2002 | Дубай, ОАЭ          | Хард     | Амели Моресмо      | 4-6 6-7(3) |

### Финалы турнировITFв одиночном разряде (4)

#### Победы (4)
| Легенда:         |
| ---------------- |
| 100.000 USD (0)  |
| 75.000 USD (0)   |
| 50.000 USD (0)   |
| 25.000 USD (4+4) |
| 10.000 USD (0)   |

| Титулы по покрытиям | Титулы по месту проведения матчей турнира |
| ------------------- | ----------------------------------------- |
| Хард (1+1)          | Зал (2+2)                                 |
| Грунт (1+2)         | Зал (2+2)                                 |
| Трава (1)           | Открытый воздух (2+2)                     |
| Ковёр (1+1)         | Открытый воздух (2+2)                     |

| №  | Дата            | Турнир                  | Покрытие | Соперница в финале | Счёт        |
| 1. | 25 июня 1990    | Кальтаджироне, Италия   | Грунт    | Лоренца Якья       | 7-6 7-5     |
| 2. | 5 ноября 1990   | Истборн, Великобритания | Хард(i)  | Катажина Новак     | 2-6 6-3 6-4 |
| 3. | 12 ноября 1990  | Суиндон, Великобритания | Ковёр(i) | Доминик Монами     | 6-4 6-4     |
| 4. | 12 декабря 1994 | Милдьюра, Австралия     | Трава    | Керри-Энн Гюс      | 6-1 6-3     |

### Финалы турниров Большого шлема в парном разряде (1)

#### Поражения (1)
| №  | Год  | Турнир  | Покрытие | Партнёрша   | Соперницы в финале           | Счёт        |
| 1. | 1999 | US Open | Хард     | Чанда Рубин | Винус Уильямс Серена Уильямс | 6-4 1-6 4-6 |

### Финалы турнировWTAв парном разряде (11)

#### Победы (4)
| №  | Дата            | Турнир                 | Покрытие | Партнёрша        | Соперницы в финале                            | Счёт           |
| 1. | 4 октября 1999  | Фильдерштадт, Германия | Хард(i)  | Чанда Рубин      | Лариса Савченко-Нейланд Аранча Санчес-Викарио | 6-7(5) 6-3 6-4 |
| 2. | 7 февраля 2000  | Париж, Франция         | Ковёр(i) | Жюли Алар-Декюжи | Эмили Луа Оса Карлссон                        | 3-6 6-3 6-4    |
| 3. | 24 июля 2000    | Станфорд, США          | Хард     | Чанда Рубин      | Кара Блэк Эми Фрейзер                         | 6-4 6-4        |
| 4. | 12 февраля 2001 | Доха, Катар            | Хард     | Роберта Винчи    | Кристи Богерт Мириам Ореманс                  | 7-5 7-6(4)     |

#### Поражения (7)
| №  | Дата            | Турнир           | Покрытие | Партнёрша             | Соперницы в финале                | Счёт        |
| 1. | 13 апреля 1992  | Паттайя, Таиланд | Хард     | Паскаль Паради-Мангон | Изабель Демонжо Наталья Медведева | 1-6 1-6     |
| 2. | 31 июля 1995    | Сан-Диего, США   | Хард     | Алексия Дешом-Бальере | Наталья Зверева Джиджи Фернандес  | 2-6 1-6     |
| 3. | 26 октября 1998 | Квебек, Канада   | Ковер(i) | Чанда Рубин           | Лори Макнил Кимберли По           | 7-6 5-7 4-6 |
| 4. | 30 августа 1999 | US Open          | Хард     | Чанда Рубин           | Винус Уильямс Серена Уильямс      | 6-4 1-6 4-6 |
| 5. | 8 ноября 1999   | Филадельфия, США | Ковер(i) | Чанда Рубин           | Лиза Реймонд Ренне Стаббс         | 1-6 6-7(2)  |
| 6. | 15 октября 2001 | Цюрих, Швейцария | Хард(i)  | Роберта Винчи         | Линдсей Дэвенпорт Лиза Реймонд    | 3-6 6-2 2-6 |
| 7. | 18 февраля 2002 | Дубай, ОАЭ       | Хард     | Роберта Винчи         | Барбара Риттнер Мария Венто-Кабчи | 3-6 2-6     |

### Финалы турнировITFв парном разряде (6)

#### Победы (4)
| №  | Дата           | Турнир            | Покрытие | Партнёрша     | Соперницы в финале                 | Счёт        |
| 1. | 27 марта 1989  | Мулен, Франция    | Хард(i)  | Катрин Танвье | Мара Эйкенбом Ноэль ван Лоттум     | 6-4 6-3     |
| 2. | 2 июля 1990    | Бриндизи, Италия  | Грунт    | Мари Пьерс    | Дженнифер Фукс Симона Шилдер       | 6-1 1-6 6-0 |
| 3. | 6 августа 1990 | Будапешт, Венгрия | Грунт    | Сильви Саба   | Дениса Крайчовичова Алице Ногачова | 6-3 6-4     |
| 4. | 1 апреля 1991  | Мулен, Франция    | Ковёр(i) | Катрин Сюир   | Ингелизе Дрихёйс Луиза Племинг     | 6-3 6-4     |

#### Поражения (2)
| №  | Дата           | Турнир              | Покрытие | Партнёрша             | Соперницы в финале         | Счёт        |
| 1. | 26 марта 1990  | Лимож, Франция      | Ковёр(i) | Катрин Танвье         | Анн Деврис Ивона Кичинская | 3-6 6-3 4-6 |
| 2. | 9 декабря 1991 | Валь-д’Уаз, Франция | Хард(i)  | Паскаль Паради-Мангон | Ева Пфафф Катрин Сюир      | 6-4 3-6 4-6 |

### Финалы командных турниров (1)

#### Победы (1)
| №  | Год  | Турнир          | Команда                                    | Соперник в финале                                 | Счёт |
| 1. | 1997 | Кубок Федерации | Франция С.Тестю, М.Пьерс, А.Фусаи, Н.Тозья | Нидерланды Б.Шульц, М.Ореманс, М.Боллеграф, К.Вис | 4-1  |

## История выступлений на турнирах
| Турнир                 | 1990  | 1991  | 1992  | 1993          | 1994          | 1995          | 1996  | 1997          | 1998          | 1999          | 2000  | 2001  | 2002  | 2004  | Итог   | В/П за карьеру |
| ---------------------- | ----- | ----- | ----- | ------------- | ------------- | ------------- | ----- | ------------- | ------------- | ------------- | ----- | ----- | ----- | ----- | ------ | -------------- |
| Турниры Большого Шлема |       |       |       |               |               |               |       |               |               |               |       |       |       |       |        |                |
| Australian Open        | К     | -     | 2Р    | 1Р            | 4Р            | 3Р            | 1Р    | 2Р            | 1/4           | 4Р            | 4Р    | 3Р    | 1Р    | -     | 0 / 12 | 21-12          |
| Roland Garros          | 1Р    | 1Р    | 2Р    | 1Р            | 1Р            | 2Р            | 3Р    | 3Р            | 4Р            | 2Р            | 3Р    | 4Р    | 1Р    | 1Р    | 0 / 14 | 15-14          |
| Уимблдон               | -     | -     | 1Р    | 1Р            | 1Р            | 2Р            | 2Р    | 4Р            | 4Р            | 3Р            | 1Р    | 4Р    | 2Р    | -     | 0 / 11 | 14-11          |
| US Open                | -     | К     | 2Р    | 1Р            | 2Р            | 3Р            | 4Р    | 1/4           | 3Р            | 2Р            | 4Р    | 4Р    | -     | -     | 0 / 11 | 21-11          |
| Итог                   | 0 / 2 | 0 / 2 | 0 / 4 | 0 / 4         | 0 / 4         | 0 / 4         | 0 / 4 | 0 / 4         | 0 / 4         | 0 / 4         | 0 / 4 | 0 / 4 | 0 / 3 | 0 / 1 | 0 / 48 |                |
| В/П в сезоне           | 1-2   | 1-2   | 3-4   | 0-4           | 4-4           | 6-4           | 6-4   | 10-4          | 12-4          | 8-4           | 8-4   | 11-4  | 1-3   | 0-1   |        | 71-48          |
| Олимпийские игры       |       |       |       |               |               |               |       |               |               |               |       |       |       |       |        |                |
| Летняя олимпиада       | НП    | НП    | -     | Не проводился | Не проводился | Не проводился | -     | Не проводился | Не проводился | Не проводился | -     | НП    | НП    | 1Р    | 0 / 1  | 0-1            |
| Итоговый чемпионат WTA |       |       |       |               |               |               |       |               |               |               |       |       |       |       |        |                |
| Итоговый чемпионат WTA | -     | -     | -     | -             | -             | -             | -     | 1Р            | 1Р            | 1Р            | 1Р    | 1/2   | -     | -     | 0 / 5  | 2-5            |

К — проигрыш в отборочном турнире..
| Турнир                 | 1990  | 1991  | 1992  | 1993          | 1994          | 1995          | 1996  | 1997          | 1998          | 1999          | 2000  | 2001  | 2002  | 2004  | 2005  | Итог   | В/П за карьеру |
| ---------------------- | ----- | ----- | ----- | ------------- | ------------- | ------------- | ----- | ------------- | ------------- | ------------- | ----- | ----- | ----- | ----- | ----- | ------ | -------------- |
| Турниры Большого Шлема |       |       |       |               |               |               |       |               |               |               |       |       |       |       |       |        |                |
| Australian Open        | -     | -     | 2Р    | 2Р            | 1Р            | 2Р            | 2Р    | 1Р            | 2Р            | 1Р            | 2Р    | 3Р    | 3Р    | -     | -     | 0 / 11 | 10-11          |
| Roland Garros          | 2Р    | 1Р    | 1Р    | 1Р            | 1Р            | 1Р            | 2Р    | 1Р            | 2Р            | -             | 3Р    | 1/4   | 1/4   | 1/2   | 1Р    | 0 / 14 | 15-14          |
| Уимблдон               | -     | -     | 1Р    | 1Р            | 1Р            | 2Р            | 3Р    | 2Р            | 3Р            | 1Р            | 3Р    | 2Р    | 3Р    | -     | -     | 0 / 11 | 14-10          |
| US Open                | -     | 2Р    | 2Р    | 1Р            | 2Р            | 1Р            | 3Р    | 2Р            | 1Р            | Ф             | 1/4   | 1/2   | -     | -     | -     | 0 / 11 | 18-11          |
| Итог                   | 0 / 1 | 0 / 2 | 0 / 4 | 0 / 4         | 0 / 4         | 0 / 4         | 0 / 4 | 0 / 4         | 0 / 4         | 0 / 3         | 0 / 4 | 0 / 4 | 0 / 3 | 0 / 1 | 0 / 1 | 0 / 47 |                |
| В/П в сезоне           | 1-1   | 1-2   | 2-4   | 1-4           | 4-4           | 2-4           | 6-4   | 2-4           | 4-4           | 5-3           | 8-4   | 10-4  | 7-2   | 4-1   | 0-1   |        | 57-46          |
| Олимпийские игры       |       |       |       |               |               |               |       |               |               |               |       |       |       |       |       |        |                |
| Летняя олимпиада       | НП    | НП    | -     | Не проводился | Не проводился | Не проводился | -     | Не проводился | Не проводился | Не проводился | -     | НП    | НП    | 1/4   | НП    | 0 / 1  | 2-1            |
| Итоговый чемпионат WTA |       |       |       |               |               |               |       |               |               |               |       |       |       |       |       |        |                |
| Итоговый чемпионат WTA | -     | -     | -     | -             | -             | -             | -     | -             | -             | -             | -     | 1/4   | -     | -     | -     | 0 / 1  | 0-1            |